# Hemidactylus mahendrai
Hemidactylus mahendrai är en ödleart som beskrevs av  Shukla 1983. Hemidactylus mahendrai ingår i släktet Hemidactylus och familjen geckoödlor. Inga underarter finns listade i Catalogue of Life.